# Fredensborg (plaats)
Fredensborg is een plaats in de Deense regio Hovedstaden, in de gelijknamige gemeente Fredensborg en telt 8542 inwoners (2007). De plaats ligt ongeveer 30 km ten noorden van Kopenhagen.
Het staat vooral bekend om het Fredensborg-paleis (1722), een van de officiële residenties van de Deense koninklijke familie.
Op 13 februari 2018 overleed in dit paleis Henri de Laborde de Monpezat, echtgenoot van koningin Margrethe.

## Geboren
- Willy Breinholst (1918-2009), auteur, scenarioschrijver en humorist
- Andreas Bjelland (1988), voetballer